# Lejb Mincberg
Jakub Lejb Mincberg (jid.  לייב מינצבערג; ur. 19 sierpnia 1884 w Radomiu, zm. 1941 w Wilnie) – przemysłowiec, działacz ortodoksyjnych organizacji żydowskich, poseł na Sejm I, III, IV i V kadencji w II RP.

## Życiorys
Po ukończeniu gimnazjum w Radomiu przeniósł się w 1902 do Łodzi. W 1905 otworzył swoją pierwszą fabrykę produkującą wstążki przy ul. Widzewskiej (obecnie ul. Kilińskiego). W 1936 był właścicielem fabryki wstążek przy ul. Dowborczyków 28.
Należał do grona założycieli Żydowskiego Zrzeszenia Ortodoksów Agudas Hoortodoksym (1915), późniejszej Agudas Israel. W międzywojniu prezes Agudy w Polsce i członek komitetu wykonawczego jej światowej organizacji.
W latach 1919–1936 sprawował mandat radnego w Łodzi (z listy Zjednoczonych Żydów Ortodoksów), będąc w okresie 1922–1927 członkiem jej prezydium. Z nominacji miasta zasiadał w radach nadzorczych Gazowni Miejskiej i Komunalnej Kasy Oszczędnościowej.
Aktywny w środowisku żydowskim, był członkiem Rady Gminy Żydowskiej w Łodzi (od 1924) i ostatnim jej prezesem (1928–1939). Zasiadał w wielu komisjach tej gminy wyznaniowej.
Był posłem czterech kadencji. Zasiadał w parlamencie w latach 1922–1928 i 1930–1939. Z ramienia Agudy piastował w latach 1935–1939 mandat posła z okręgu Łódź.
Był założycielem Banku Kupiecko-Kredytowego i prezesem Związku Żydowskich Stowarzyszeń Kupieckich w Polsce.
6 września 1939 ewakuował się z Łodzi do Wilna, gdzie zginął w tamtejszym getcie w 1941.